# 埃迪縣 (新墨西哥州)
埃迪縣（英語：Eddy County）是美国新墨西哥州東南部的一個縣，南鄰德克萨斯州，面積10,872平方公里。根據2020年美國人口普查，本縣共有人口62,314人。本縣縣治為卡爾斯巴德（Carlsbad）。
埃迪縣於成立1889年2月25日，縣名紀念當地的開發者查爾斯·艾迪（Charles Eddy）。

## 地理

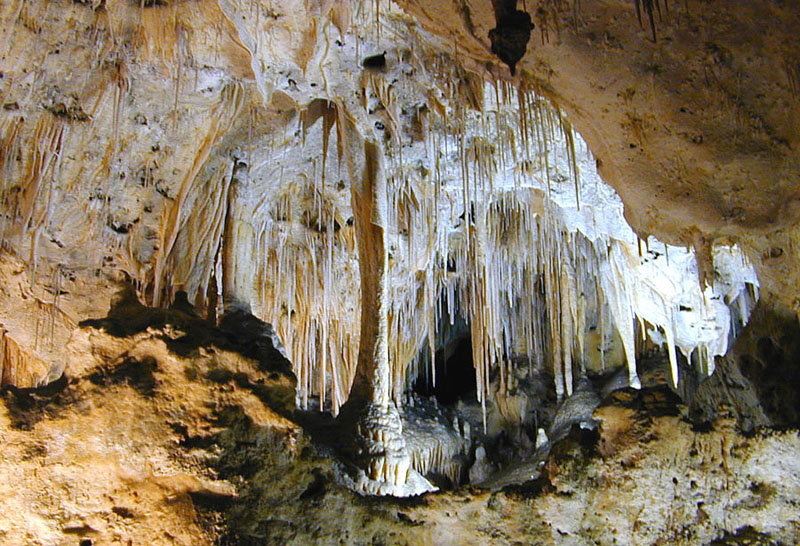
卡尔斯巴德洞窟国家公园

根據2000年人口普查，埃迪縣的總面積為4,198平方英里（10,870平方），其中有4,182平方英里（10,830平方），即99.63%為陸地；16平方英里（41平方），即0.37%為水域。本縣既是新墨西哥州面積第13大的縣份，亦是美國面積第99大的縣份。新墨西哥州的最低點紅崖水庫（Red Bluff Reservoir）位於本縣內，其海拔為838米（2749英尺）。

### 毗鄰縣
- 新墨西哥州 奧特羅縣：西方
- 新墨西哥州 查维斯县：北方
- 新墨西哥州 利縣：東方
- 德克薩斯州 洛文縣：東南方
- 德克薩斯州 里夫斯縣：南方
- 德克薩斯州 克伯森縣：南方

### 國家保護區
- 卡尔斯巴德洞窟国家公园
- 林肯国家森林（部分）

## 人口
| 调查年            | 人口   | 备注 | %±     |
| ----------------- | ------ | ---- | ------ |
| 1910              | 12,420 |      | —      |
| 1920              | 9,116  |      | −26.6% |
| 1930              | 15,842 |      | 73.8%  |
| 1940              | 24,311 |      | 53.5%  |
| 1950              | 40,640 |      | 67.2%  |
| 1960              | 50,783 |      | 25.0%  |
| 1970              | 41,119 |      | −19.0% |
| 1980              | 47,855 |      | 16.4%  |
| 1990              | 48,605 |      | 1.6%   |
| 2000              | 51,658 |      | 6.3%   |
| 2010              | 53,829 |      | 4.2%   |
| [ 5 ] [ 6 ] [ 7 ] |        |      |        |

### 2010年
根據2010年人口普查，埃迪縣擁有53,829居民。而人口是由77.4%白人、1.4%黑人、1.5%原住民、0.7%亞裔、16%其他種族和3%混血构成。而西班牙裔或拉丁美洲人佔了人口44.1%。

### 2000年
根據2000年人口普查，埃迪縣擁有51,658居民、19,37住戶和14,069家庭。其人口密度為每平方英里12居民（每平方公里5居民）。本縣擁有22,249間房屋单位，其密度為每平方英里5間（每平方公里2間）。而人口是由76.34%白人、1.56%黑人、1.25%原住民、0.45%亞裔、0.09%太平洋岛民、17.67%其他種族和2.64%混血构成。而西班牙裔或拉丁美洲人佔了人口38.76%。
在19,379住户中，有35.6%擁有一個或以上的兒童（18歲以下）、56.1%為夫妻、11.9%為單親家庭、27.4%為非家庭、24.2%為獨居、10.7%住戶有同居長者。平均每戶有2.63人，而平均每個家庭則有3.12人。在51,658居民中，有28.9%為18歲以下、8.4%為18至24歲、25.7%為25至44歲、22.4%為45至64歲以及14.7%為65歲以上。人口的年齡中位數為36歲，女子對男子的性別比為100：95.9。成年人的性別比則為100：92.7。
本縣的住戶收入中位數為$31,998，而家庭收入中位數則為$36,789。男性的收入中位數為$31,909 ，而女性的收入中位數則為$19,686，人均收入為$15,823。約13.6%家庭和17.2%人口在貧窮線以下，包括21.5%兒童（18歲以下）及13.4%長者（65歲以上）。